# Xianqie Cuo
Xianqie Cuo (kinesiska: 先且错) är en sjö i Kina. Den ligger i den autonoma regionen Tibet, i den sydvästra delen av landet, omkring 1 000 kilometer nordväst om regionhuvudstaden Lhasa. Xianqie Cuo ligger 4 659 meter över havet. Arean är 8,1 kvadratkilometer. Trakten runt Xianqie Cuo är ofruktbar med lite eller ingen växtlighet. Den sträcker sig 4,6 kilometer i nord-sydlig riktning, och 3,3 kilometer i öst-västlig riktning.
Genomsnittlig årsnederbörd är 175 millimeter. Den regnigaste månaden är augusti, med i genomsnitt 48 mm nederbörd, och den torraste är november, med 1 mm nederbörd.